# Дендропарк имени А. А. Богомольца
«Дендропарк имени А. А. Богомольца» (укр. «Дендропарк імені О. О. Богомольця») — дендрологический парк, мемориальный парк и ботанический памятник природы местного значения, расположенный на территории Печерского района города Киева (Украина). Создан 2 декабря 1999 года. Площадь — 0,75 га. Землепользователь — Институт физиологии имени А. А. Богомольца НАНУ.

## История
Ботанический памятник природы местного значения был создан Решением Киевского горсовета № 147/649 от 2 декабря 1999 года. Создан с целью сохранения, охраны и использования в эстетических, воспитательных, природоохранных, научных и оздоровительных целей наиболее ценных экземпляров паркового строительства. На территории памятника природы запрещены любая хозяйственная деятельность и в том числе ведущая к повреждению природных комплексов.
Ранее именовался как мемориальный парк имени Академика А. А. Богомольца и являлся охранной зоной 1-й категории, где была запрещена любая хозяйственная деятельность, согласно Постановлениям Киевского горсовета и Печерской районного исполкома № 7/1979, 920/1987, 1112/1990.  
Памятник Богомольцу является памятником истории местного значения (типː только что выявленный объект культурного наследия), согласно Приказу управления охраны памятников истории культуры и исторической среды от 29 декабря 1998 года. 

## Описание
Памятник природы расположен в исторической местности Липки: на участке между улицами Академика Богомольца и Шелковичная, а также застройкой по данным улицамː Академика Богомольца дома № 4 и 4А (научно-исследовательский Институт физиологии имени А. А. Богомольца НАНУ), Шелковичная дом № 39/1 корпуса 1 и 5 (Александровская больница). Внутри парка расположен дом (ул. Ак. Богомольца, 2), где жил Александр Богомолец, а также могила и памятник академику (1946 год).

## Природа
Парк был заложен в 1930-х годах по инициативе и под руководством академика Александра Богомольца. Парк был создан на пустыре, где было высажено 90 видов экзотических и редких для Украины пород деревьев и кустарников, привезённых из ботанических садов и дендрариев. Прежде всего тут росли гинкго, тис ягодный, церцис, самшит, бархат амурский. Сейчас, согласно проведённому научному исследованию, в парке выявлено 49 видов деревьев и кустарников, например, софора японская, бундук канадский, катальпа, орех чёрный, гинкго, чубушник (садовый жасмин, 8 видов), сосна, ель. 